# 298년

## 연호
- 서진(西晉) 원강(元康) 8년

## 기년
- 서진(西晉) 혜제(惠帝) 9년
- 신라(新羅) 유례 이사금(儒禮泥師今) 15년 / 기림이사금(基臨泥師今) 원년
- 고구려(高句麗) 봉상왕(烽上王) 7년
- 백제(百濟) 책계왕(責稽王) 13년 / 분서왕(汾西王) 원년

## 사건
- 신라, 유례 이사금 세상을 떠남.  이찬 걸숙의 아들 기림이 왕의 자리에 오름.
- 백제, 책계왕 전사함. 분서왕 왕의 자리에 오름.

## 사망
- 신라(新羅) 14대 왕 유례 이사금(儒禮泥師今)
- 백제(百濟) 9대 왕 책계왕(責稽王)